# 苏齐·弗雷泽
苏齐·弗雷泽（英語：Suzie Fraser，1983年8月27日—）， 出生於 布里斯班，澳大利亞女子水球运动员，亦為澳大利亞國家女子水球隊成員，司職外线。

## 簡歷
2006年，弗雷泽出戰中國天津舉行的女子水球世界盃，協助國家隊奪得冠軍。
2008年，弗雷泽代表澳大利亞參加北京奥运会女子水球比賽，贏得銅牌。